# Швайнфуртская забойная миска
Шва́йнфуртская забойная миска (нем. Schweinfurter Schlachtschüssel) — гастрономическая традиция во франконском Швайнфурте и его окрестностях, насчитывающая более полутора веков, один из вариантов немецкого праздничного застолья по случаю забоя свиньи, обставленного различными ритуалами. Традицией предусмотрено семь «смен блюд» с отварным мясом из разных частей свиной туши в строго установленном порядке «от жирного к постному»: пашины, зареза, лопатки, шеи, головы с языком и ухом, пятачка с сердцем и другими субпродуктами, а также почек. Подсчитано, что для швайнфуртской забойной миски на 100 человек требуется три свиньи и дополнительно свиные головы и субпродукты. Мясо отваривается в течение полутора часов. Родоначальником традиции швайнфуртской забойной миски стал владелец местных мясной лавки и трактира Георг Йозуа Шванхойссер, который согласно хронике в 1856 году пригласил полсотни гостей на обед со свининой и свежей колбасой, сваренными в котле на свежем воздухе, и так ко второй половине дня была съедена целая свинья. Самая большая швайнфуртская забойная миска состоялась в 1991 году по случаю празднования 1200-летнего юбилея города, в ней приняло участие более 1200 едоков.
Перед началом пиршества его участники в нетерпении стучат вилками и ножами по столу и исполняется традиционная песня, а по ходу обеда над гостями подшучивают, тайком прицепляя им сзади свиной хвостик. Главная особенность швайнфуртской забойной миски — отсутствие на столе тарелок, свинину сервируют непосредственно на специальную чисто выскобленную деревянную столешницу и потребляют соответственно «с доски» при помощи столовых приборов. Каждое из семи «блюд» выкладывают в центре столешницы, чтобы каждый из едоков мог самостоятельно взять себе порцию. Не съеденные остывшие остатки убирают с центра стола перед следующим «блюдом» и утилизируют в кровяную колбасу или лебервурст, которые дают гостям с собой на дорожку. К мясу обычно подают франконские вина, тушёную квашеную капусту, чёрный или серый хлеб, соль, перец и хрен. На десерт подают кофе с типичным листовым пирогом.